# Bactofugation
Bactofugation ist eine Verfahrensart zur Herstellung von ESL-Milch.
In speziellen Entkeimungszentrifugen, sogenannten Bactofugen, werden Mikroorganismen, insbesondere Sporen, aus der Rohmilch entfernt, indem die vorgereinigte Milch erwärmt und zentrifugiert wird. Durch das Zentrifugieren  werden  die  Sporen  bzw.  Zellen,  welche  Sporen  aufweisen,  abzentrifugiert  aufgrund  der  unterschiedlichen  Dichte  von  Bakterien  bzw.  Sporen. Das abgetrennte Bactofugat wird für 3 bis 4 Sekunden erhitzt, um alle Sporen wirksam abzutöten. Nachdem es abgekühlt wurde, wird das Bactofugat entweder der baktofugierten Milch wieder zugesetzt oder anderweitig verwendet. Nach Homogenisierung und Pasteurisation ist die Milch ein bis drei Tage länger, insgesamt ca. 20 Tage haltbar.